# پژوهشگاه علوم و فناوری رنگ
پژوهشگاه رنگ یک مرکز تحقیقی پژوهشی ایرانی است که در زمینه رنگ، رزین و پوشش‌های سطحی فعالیت می‌کند. این مؤسسه در سال ۱۳۷۷ هجری خورشیدی تأسیس گردید. دکتر علی اصغر صباغ الوانی نخستین سرپرست این مجموعه بود. دکتر علیرضا میرحبیبی (از سال ۱۳۷۹ تا سال ۱۳۸۵)، دکتر علی اکبر یوسفی (از سال ۱۳۸۵ تا سال ۱۳۸۸)، دکتر سعید پورمهدیان (از سال ۱۳۸۸ تا سال ۱۳۹۴), پروفسور زهرا رنجبر (از سال ۱۳۹۴ تا سال 1401) و دکتر حسن تاجیک (از اردیبهشت 1401 تا اسفند 1403) و پروفسور سعید باستانی (از اسفند 1403 تا کنون) از دیگر روسای این مؤسسه بودند. این مرکز تحقیقی پژوهشی همکنون زیر نظر وزارت علوم، تحقیقات و فناوری فعالیت می‌کند. این مرکز از سه پژوهشکده پوشش‌های سطح و فناوری‌های نوین، پژوهشکده مواد رنگزا و پژوهشکده فیزیک رنگ تشکیل شده است. همچنین نشریه علمی پژوهشی علوم و فناوری رنگ،نشریه علمی ترویجی مطالعات در دنیای رنگ و نشریه انگلیسی PCCC، توسط این پژوهشگاه منتشر می‌شود.همچنین این مؤسسه دارای یک مرکز رشد به نام مرکز رشد واحدهای فناور صنایع رنگ نیزمی باشد.

## کتابخانه پژوهشگاه رنگ
کتابخانه پژوهشگاه‌ علوم ‌و فناوری ‌رنگ در سال ۱۳۷۷ همزمان با تاسیس  موسسه پژوهشگاه‌رنگ آغاز به فعالیت نموده‌است و در حال حاضر محل آن در ساختمان خود پژوهشگاه قرار دارد. این کتابخانه زیرنظر معاونت پژوهشی می‌باشد و سازمان مادر آن نیز خود پژوهشگاه رنگ است .این کتابخانه از رده‌بندی کنگره برای سازماندهی منابع خود استفاده می‌نماید و همچنین دارای مخزن نیمه‌بسته می‌باشد. 
روسای کتابخانه از ابتدا تا کنون(۱۳۹۹)
خشایار‌ بدیعی(دکتری محیط‌ زیست)، مهرنوش دوستی(لیسانس علوم کتابداری‌واطلاع‌رسانی)،فرخناز نورمحمدیان(دکتری شیمی تجزیه)، دخانی(لیسانس علوم کتابداری‌واطلاع‌رسانی)،ازجمله روسای پیشین این کتابخانه می‌باشند و درحال‌حاضر(۱۳۹۹) نیز سرپرستی کتابخانه برعهده‌ی سارا خمسه(دکتری مواد)می‌باشد و همچنین برزان قنبری(کارشناس کتابداری و فوق‌لیسانس علم‌سنجی) نیز به عنوان همکار ایشان در کتابخانه حضور دارند.

### دامنه موضوعی کتابخانه
منابع این ‌کتابخانه درزمینه‌های تخصصی همچون موادرنگزای ‌آلی‌ومعدنی ،پوشش‌های‌سطح‌وخوردگی ،رزینهاوموادافزودنی ،مرکب‌های‌چاپ،مواد رنگزا،سنتز رنگ،کنترل‌ودوباره تولید رنگ،نانوتکنولوژی ومسائل زیست‌‌محیطی مربوطه می‌باشدکه بالغ بر۲۳۰۰عنوان کتاب لاتین،۱۰۰۰عنوان کتاب فارسی، ۳۰۰عنوان نشریه لاتین، ۵۰عنوان نشریه فارسی، ۱۸‌مورد استاندارد و عنوان پایان‌نامه‌ را شامل می‌شود.

### سیاست‌های‌ اداره کتابخانه و نحوه ارائه خدمات
فعالیت‌هایی که قراراست انجام گیرد از طریق جلسات شورای کتابخانه باحضور نمایندگان تمامی گروه‌های پژوهشی تصویب و با ‌نظر ریاست پژووهشگاه اجرا میگردد.کارشناسان کتابخانه همواره مراجعان را در یافتن منابع اطلاعاتی موردنظرشان یاری میکنندو اگر منابع درخواستی موجود نبود در سایر کتابخانه‌ها جستجو می‌شود و در صورت موجود نبودن در سایر کتابخانه‌ها، از خدمات کتابخانه سلطنتی انگلیس سفارش داده می‌شود.

### نحوه تهیه منابع
تهیه کتاب ونشریات درخواستی اعضای پژوهشگاه به روش‌های مختلفی مانند:خریدهای ارزی یاریالی،خرید از نمایشگاه‌های داخلی،خرید مستقیم از ناشر و یا به واسطه‌ی کارگزار انجام می‌پذیرد و پایان‌نامه‌هایی که‌ توسط اعضاو دانشجویان فارغ‌التحصیل خود پژوهشگاه نوشته‌شده‌است  نگهداری می‌کنند و مقاله‌ها را نیز درصورت نیاز خود کتابدار، از پایگاه‌های‌اطلاعاتی دانلود می‌کند و در اختیار مراجعان قرار می‌دهد.

### بخش‌های منابع کتابخانه
این کتابخانه دارای دو بخش منابع‌ مرجع و منابع دیداری‌وشنیداری میباشد.
منابع مرجع
منابع مرجع موجود در کتابخانه شامل کتب مرجع فارسی و لاتین میباشد.
برخی از منابع موجود فارسی دراین کتابخانه عبارت‌انداز:فرهنگ خوردگی،فرهنگ بزرگ مواد،راهنمای جامع انتخاب‌ مواد مهندسی، واژه‌نامه صنعت نساجی،فرهنگ رنگ،فرهنگ مهندسی ژنتیک،معارف گیاهی،گیاهان دارویی،کتاب انرژی،…
منابع لاتین نیز عبارت‌انداز:ASTM standards, Corrosion hand book, Encyclopedia of catalysis, Encyclopedia of technology, Handbook of surfaces and interfaces of materials و…
منابع دیداری‌وشنیداری
منابع دیداری‌وشنیداری این کتابخانه شامل دیسک‌هاو لوح‌های فشرده می‌باشد که مورد نیاز اعضای پژوهشکده هستند و برخی از استانداردهای آن‌ها عبارت‌انداز:ISO,IEC,API,DIN,AWS,UL,SAEو …

### آیین‌نامه‌ی عضویت در کتابخانه
آیین‌نامه کتابخانه مجموعه‌ای از ضوابط و دستورالعمل‌ها در خصوص امانت کتاب و ارائه سایر خدمات به مراجعه کنندگان است و هدف از تدوین آن حفظ حقوق اعضای هیئت علمی این پژوهشکده و اجرای مقررات کتابخانه به طور یکنواخت است. این آیین‌نامه نحوه‌ی ارائه خدمات به اعضای داخل پژوهشکده و خارج از پژوهشکده رادربرمی‌گیرد و شرایط بهره‌برداری از امکانات کتابخانه برای افراد مختلف را تبیین می‌نماید.
افراد مجاز به استفاده از کتابخانه
- کارکنان،کارشناسان واعضای هیئت علمی پژوهشکده اعم‌از رسمی،پیمانی و پاره‌وقت.
- اعضای هیئت علمی ،کارشناسان،محققان و دانشجویان سطوح مختلف دانشگاه‌هاو موسسات تحقیقاتی وزارت علوم تحقیقات‌وفناوری و دانشگاه آزاد اسلامی.
- دانشجویانی که با پژوهشکده صنایع رنگ پروژه‌ی مشترک دارند.
- مراجعان شرکت‌ها و مراکز خصوصی.
- مراجعان نهادها و سازمان‌های دولتی و وزارتخانه‌ها.
- اعضای واحدهای فناوری مستقر در مرکز رشد.

شرایط عضویت
مدارک لازم برای عضویت شامل:ارائه نامه‌ی معتبر و رسمی مربوطه،یک قطعه عکس۴*۳ ،فتوکپی کارت معتبر شناسایی،تکمیل فرم عضویت مربوطه و پرداخت حق عضویت اعضای خارجی پژوهشگاه با معرفی‌نامه۱۰هزار تومان و بدون معرفی‌نامه ۲۰هزار تومان می‌باشد و برای اعضای داخلی پژوهشگاه استفاده از منابع کتابخانه رایگان است.اعضای داخلی پژوهشگاه به‌جز اعضای هیئت علمی مجاز به امانت۲عنوان کتاب به مدت۱۵روز ،اعضای هیئت علمی۵عنوان کتاب به مدت۱۵روز و اعضای خارج از پژوهشگاه نیز  می‌توانند یک نسخه‌کپی ازیک کتاب که چند نسخه دارد را به مدت۱۵روز به امانت ببرند.
ضوابط کلی
- کارت عضویت اعضای داخلی پژوهشکده به رنگ سفید،دانشجویان و اعضای هیئت علمی خارج از پژوهشکده به رنگ آبی، سایر اعضا به رنگ صورتی می‌باشد.
- کتب مرجع و نشریات امانت داده نمی‌شود.
- تهیه کپی از کتب امانتی با اجازه معاون‌ پژوهشی بلامانع است.
- اگر عضو خارج از پژوهشکده مورد امانتی رابا دیرکرد بازگرداند به‌ازای هر روز تاخیر جریمه‌های دریافت می‌شود در صورت تکرار،عضویت فرد لغو می‌شود اما برای عضو داخل پژوهشکده بار اول تذکر داده می‌شود و بار دوم به‌ازای هر روز دیرکرد جریمه و برای بار سوم به مدت یک‌‌‌‌ماه از امکان امانت کتاب محروم می‌شود.

### راه‌های ارتباطی با کتابخانه
- شماره تلفن کتابخانه: ۲۲۹۴۴۱۸۴
- دورنگار : ۲۲۹۴۷۵۳۷
- کدپستی: ۱۶۶۸۸۳۶۴۷۱
- صندوق پستی: ۶۵۴-۱۶۷۶۵
- ساعات کاری کتابخانه: شنبه تا چهارشنبه از ساعت ۸ تا۱۶
- نشانی: تهران ،بزرگراه صیاد شیرازی(به سمت شمال)، خروجی لویزان، میدان حسین آباد، خیابان وفامنش، نبش کوچه‌شمس، پلاک ۵۵